# フィットラボ
株式会社フィットラボは東京都中央区に本社を置く、医療装置、健康補助食品の販売会社である。

## 会社概要
医療装置「アスモケア」(ASMO CARE)とサプリメントの販売を手がける。
生活習慣の改善をかかげて全国で無料「アスモケア」の体験会場を展開している。
また「フィットタイム整体院」の名称で整体院の地域展開をはかっている。

## 沿革
- 2003年12月、設立
- 2003年、管理医療機器フィットケア発売
- 2004年、管理医療機器イオンケア発売
- 2006年、オリジナルサプリメント酵素エンザイムシリーズ発売
- 2010年、管理医療機器アスモケア発売
- 2015年、東京都中央区日本橋堀留町へ本社移転
- 2016年、熊本県熊本市中央区に熊本サポートセンター開設
- 2018年、管理医療機器 ASMO FULL CARE SAKURA 発売

## 熊本大地震支援活動
2016年に発生した熊本大地震の支援活動をしており、2017年には売上の一部である320万円を「熊本城主」担当所長へ寄付した。

## 主な取扱製品
- 医療装置
  - アスモケア
  - ASMO FULL CARE SAKURA
- 健康補助食品（フィットラボ　エンザイムプラスシリーズ
  - フィットラボSOD
  - SOD美原石
  - マルベリーエンザイム
  - エンザイム＋レスベラトロール
  - 新ジョイントエンザイム
  - フィットラボコラーゲン

- 医薬品
  - OTC

## 直営店
- フィットタイム整体院 蒲郡店

## 所属団体
- 一般社団法人日本ホームヘルス機器協会
- 日本赤十字社 献血サポーター
- 野口医学研究所